# 佐久間信俊
佐久間 信俊（さくま のぶとし）は、江戸時代前期の旗本。
寛永12年（1635年）6月20日、御小姓組番士に列せられた。
承応3年（1654年）12月27日、父・佐久間信重から家督（武蔵国児玉郡、横見郡のうち1000石）を相続。後に番士を辞して小普請となった。